# Jaszczerz
Jaszczerz – wieś kociewska w Polsce, położona w województwie pomorskim, w powiecie starogardzkim, w gminie Osiek na obszarze Borów Tucholskich i nad południowym brzegiem jeziora Czarnego przy drodze wojewódzkiej nr 214.
W latach 1975–1998 miejscowość administracyjnie należała do województwa gdańskiego.